# Energia geotermalna suchych skał

System pozyskiwania energii: 3. Ogrzewanie i wymiennik ciepła 4. Turbina 5. Rury odprowadzające gorącą wodę 6. Wprowadzanie zimnej wody 7. Ciepła woda do ogrzewania 8. Porowate osady 9. Urządzenia kontrolne 10. Skała macierzysta.

Energia geotermalna suchych skał – technologia pozyskiwania energii cieplnej wnętrza Ziemi, zgromadzonej w skałach nie przepuszczających wody (przede wszystkim w granitach), występujących na dużych głębokościach (minimum 5 000 m) i przykrytych skałami słabo przewodzącymi ciepło. 
Energię tę można pozyskiwać przez wtłaczanie w naturalne lub sztucznie wytworzone szczeliny skalne pod dużym ciśnieniem wody, która przejmuje ciepło gorących skał, po czym jest wypompowywana na powierzchnię Ziemi i wykorzystywana. 